# Píritu (paroisse civile de Falcón)
Pour les articles homonymes, voir Píritu.
Píritu est l'une des deux paroisses civiles de la municipalité de Píritu dans l'État de Falcón au Venezuela. Sa capitale est Píritu.

## Géographie

### Démographie
Hormis sa capitale Píritu, la paroisse civile comporte de nombreuses localités dont :
- Araguán
- Cerro Largo
- Chimpire
- Curarí
  - Curarí Norte
  - Curarí Sur
- El Empujón
- El Mamón
- El Roble
- El Vizcaíno
- Guamacho
- Guarecal
- Guasimal
- Huequito
- La Ceibita
- La Comunidad
- La Luz
- La Madera
- La Montaña de Hueque
- La Montañita
- La Vaquita
- Las Cruces
- Loma Grande
- Los Hierbales
- Los Mecocos
- Papayal
- Píritu
- Sabana Altas
- San Antonio
- San José de Píritu
- San Juancito
- San Pedrito
- Santa Rosa
- Taguaqui
- Tutanal
- Viana